# Должик (Ахтырский район)
Должик (укр. Довжик) — село, Должикский сельский совет, Ахтырский район, Сумская область, Украина.
Код КОАТУУ — 5920382801. Население по переписи 2001 года составляет 875 человек.
Является административным центром Должицкого сельского совета, в который, кроме того, входит село Буро-Рубановка.

## Географическое положение
Село Должик находится на берегу реки Ташань, выше по течению на расстоянии в 2,5 км расположено село Черемуховка (Лебединский район), ниже по течению примыкает пгт Чупаховка. Рядом с селом проходит железнодорожная ветка.

## Экономика
- «Должик», ЧП.

## Объекты социальной сферы
- Школа.

## Известные жители и уроженцы
- Пиддяча, Фатима Андреевна (1915—1995) — Герой Социалистического Труда.